# Leopoldo de Gyves Pineda
Leopoldo de Gyves Pineda (Juchitán de Zaragoza, Oaxaca, 5 de agosto de 1921 - ibídem, 25 de julio de 2015) fue un militar, político y luchador social mexicano. Destacó como líder de la Coalición Obrera, Campesina, Estudiantil del Istmo (COCEI) a partir de la década de 1970. Fue popularmente conocido como el Mayor Polo.

## Infancia y carrera militar
Leopoldo de Gyves nació en la ciudad de Juchitán de Zaragoza el 5 de agosto de 1921, en un domicilio ubicado en la calle de Efraín R. Gómez, en la rivera del río de los Perros. Su familia tenía profundas raíces zapotecas.
A temprana edad se trasladó a la Ciudad de México para cursar la educación primaria, logrando ingresar por ayuda de otra persona de origen juchiteco en una escuela primaria creada por el gobierno de Lázaro Cárdenas del Río para recibir a los hijos de los miembros del Ejército mexicano y que además les facilitaba su ingreso en la carrera militar.
En consecuencia ingresó al Heroico Colegio Militar, que fue el comienzo de una servicio de 31 años en las filas del ejército. Desde entonces se caracterizó por ser un militar crítico y contestatario, lo que no dejó de causarle conflictos. En 1967 se retiró del ejército con el grado de mayor de infantería. En 1968 y en protesta por la represión por parte del ejército al movimiento estudiantil de aquel año, quemó sus enseres militares.

## Lucha social y política

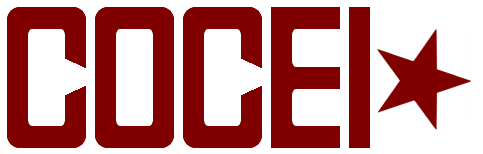
Coalición Obrera, Campesina, Estudiantil del Istmo.

Al retirarse del Ejército retornó a su natal Juchitán de Zaragoza donde pronto se involucró en las principales luchas sociales de la comunidad. En particular se dio su participación en la lucha por la democracia electoral para lograr la libre elección de la autoridad municipal contra las imposiciones del Partido Revolucionario Institucional (PRI), entonces hegemónico en México.
En 1968 se realizarían elecciones municipales en el estado de Oaxaca; para enfrentar al PRI en el proceso electoral funda el «Comité Cívico Juchiteco Héroes del 5 de septiembre de 1866», que lo postula como candidato independiente frente al postulado por el partido oficial, no logrando el triunfo; en 1971 aliado a otras ocasiones y con el registro del Partido Popular Socialista, fue nuevamente postulado al ayuntamiento juchiteco; el resultado oficial favoreció al candidato priista, lo que fue rechazado por De Gyves y que con el conflicto consecuente llevó a la anulación de la elección e instalación de una Junta de Administración Civil que fue encabezada por Manuel Musalem Santiago.
Tras esta experiencia continua encabezando varios movimientos sociales, como una protesta contra el incremento del impuesto predial que logra que el gobierno revierta. En 1974 fue fundada en Juchitán la Coalición Obrera, Campesina, Estudiantil del Istmo (COCEI), de la que muchas veces se le ha tenido por fundador, sin embargo. Leopoldo de Gyves no se integró plenamente a la lucha coceista hasta 1976.

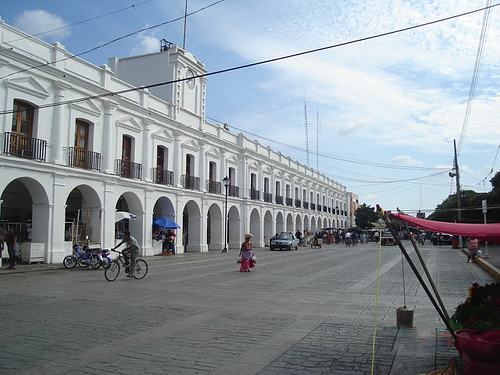
Palacio del ayuntamiento de Juchitán antes del terremoto de 2017.

En 1977 tuvieron lugar nuevas protestas y luchas por objetivos como la recuperación de tierras comunales y varias más que llevaron a la represión de las mismas por parte de las autoridades gubernamentales; pero en las elecciones del mismo año Leopoldo de Gyves es postulado por tercera vez candidato a presidente municipal, esta vez como candidato independiente. El enfrentamiento contra el PRI que finalmente impuso a su candidato Javier Francisco López y que tras el conflicto postelectoral encarcela a De Gyves, permaneciendo recluido tres años y medio.
Su encarlamiento tuvo como intención inhabilitarlo para poder competir en las siguientes elecciones municipales, a celebrarse en 1980 y en las que la COCEI postuló en su lugar a su hijo Leopoldo de Gyves de la Cruz con el registro del Partido Comunista Mexicano, que a partir de ese momento asumió gran parte del liderazgo. Celebradas las elecciones se declaró nuevamente ganador al PRI pero tras las protestas y enfrentamientos con el gobierno, la elección fue una vez más anulada y establecido un consejo de administración civil que convocó a nuevas elecciones en las que finalmente se reconoció el triunfo de la COCEI y de Gyves de la Cruz asumió la presidencia municipal de Juchitán en 1981. Tras ello, Leopolo de Gyves Pineda fue liberado y se integró en el gobierno coceista, conocido como el Ayuntamiento Popular.
El gobierno estatal y federal comenzó a hostigar al ayuntamiento popular, montando una campaña de desprestigio que terminó cuando el Congreso de Oaxaca declaró desaparecido el ayuntamiento y nombró a un administrador municipal. La COCEI se atrincheró en el palacio del Ayuntamiento del cual fueron violamente desalojados por las fuerzas federales y durante el cual Leopoldo de Gyves Pineda fue nuevamente detenido y encarcelado. Permaneció detenido otros dos años, durante los cuales fue considerado un preso de conciencia.
Tras ser liberado y aunque siempre permaneció participante en las luchas y actividades de la COCEI, cedió gran parte del protagonismo en el liderazgo de la misma a su hijo Leopoldo de Gyves de la Cruz.
Falleció en la ciudad de Juchitán de Zaragoza el 25 de julio de 2015 a los 93 años de edad.